# Noëlle Ailloud
Pour les articles homonymes, voir Ailloud.
Noëlle Ailloud, née le 19 février 1932 à Sainte-Foy-lès-Lyon et morte le 6 janvier 2021 à Lyon, est une joueuse de badminton française, licenciée à Lyon avec son frère aîné. 
Elle remporta les deux premiers titres du championnat de France après-guerre (à 18 ans), sur un total de 13  titres nationaux glanés en 6 années.
Son frère Paul, né le 24 juillet 1930 et décédé en 1975, remporta 4 titres nationaux seniors (3 en double hommes), dont le championnat de France en simple de l'année 1951. Il fut aussi champion de France junior en simple en 1948, et finaliste des Internationaux de Paris en double hommes en 1952 (associé à Henri Pellizza), et du championnat de France en simple en 1953.
Noëlle et Paul furent ensemble finalistes du championnat de France de double mixte en 1949/50.
Leur sœur Marie-Claire fut également classée (en seconde série).
Leur père a été vice-président de la Fédération française de badminton en 1937.
Enfin Noëlle fut également une excellente joueuse de tennis, classée 15/3 entre 1952 et 1955.

## Palmarès
Numéro 1 française en 1950, 1951, 1953, et 1954.
5 sélections en équipe de France féminine.
| Saison/Année | Titres séniors             | Discipline   | N° | Nom(s)                                        |
| ------------ | -------------------------- | ------------ | -- | --------------------------------------------- |
| 1949/1950    | Championnat de France      | Double dames | 1  | Noëlle Ailloud /Andrée Gremillet              |
| 1949/1950    | Championnat de France      | Simple dames | 1  | Noëlle Ailloud                                |
| 1949/1950    | Championnat de France      | Double mixte | 2  | Noëlle Ailloud /Paul Ailloud                  |
| 1950/1951    | Championnat de France      | Simple dames | 1  | Noëlle Ailloud                                |
| 1950/1951    | Championnat de France      | Double mixte | 1  | Michel Le Renard /Noëlle Ailloud              |
| 1951/1952    | Championnat de France      | Double mixte | 1  | Henri Pellizza /Noëlle Ailloud                |
| 1951/1952    | Championnat de France      | Double dames | 1  | Noëlle Ailloud /Jeannie Boivin Mathieu        |
| 1952/1953    | Championnat de France      | Simple dames | 1  | Noëlle Ailloud                                |
| 1952/1953    | Championnat de France      | Double dames | 1  | Noëlle Ailloud /Jeannie Boivin Mathieu        |
| 1952/1953    | Championnat de France      | Double mixte | 1  | Henri Pellizza /Noëlle Ailloud                |
| 1953/1954    | Championnat de France      | Double mixte | 1  | Henri Pellizza /Noëlle Ailloud                |
| 1953/1954    | Championnat de France      | Simple dames | 1  | Noëlle Ailloud                                |
| 1953/1954    | Championnat de France      | Double dames | 1  | Noëlle Ailloud /Jeannie Boivin Mathieu        |
| 1954         | Internationaux de France   | Double dames | 2  | Noëlle Ailloud/Miss Peters                    |
| 1954         | Internationaux de France   | Double mixte | 2  | Noëlle Ailloud/Henri Pellizza                 |
| 1954         | Internationaux de Lausanne | Simple Dames | 1  | Noëlle Ailloud (et son frère chez les hommes) |
| 1954/1955    | Championnat de France      | Double mixte | 1  | Henri Pellizza /Noëlle Ailloud                |
| 1954/1955    | Championnat de France      | Double dames | 2  | Noëlle Ailloud/Claude Carvallo                |
| 1958         | Internationaux de Suisse   | Double mixte | 1  | B. Loo (MAL) / Noelle Ailloud (FRA)           |

(Noëlle Ailloud remporte les trois titres nationaux en 1953 et 1954; elle arrête officiellement sa carrière sportive de haut niveau à la mi-1956).